# جوان لا باربرا
جوان لا باربرا (بالإنجليزية: Joan La Barbara)‏ هي موسيقية ومغنية وملحنة أمريكية، ولدت في 8 يونيو 1947 في فيلادلفيا في الولايات المتحدة.

## وصلات خارجية
- الموقع الرسمي
- جوان لا باربرا على موقع IMDb (الإنجليزية)
- جوان لا باربرا على موقع ميوزك برينز (الإنجليزية)
- جوان لا باربرا على موقع ميوزك برينز (الإنجليزية)
- جوان لا باربرا على موقع قاعدة بيانات برودواي على الإنترنت (الإنجليزية)
- جوان لا باربرا على موقع أول ميوزيك (الإنجليزية)
- جوان لا باربرا على موقع ديسكوغز (الإنجليزية)
- جوان لا باربرا على موقع قاعدة بيانات الفيلم (الإنجليزية)